# Attack (bokserie)
Attack, bokserie med krigsböcker som skildrar andra världskriget. Serien utgavs på 1970- och 1980-talet av B. Wahlströms bokförlag.
| Volym | Titel                  | Författare          | Utgivningsår |
| ----- | ---------------------- | ------------------- | ------------ |
| 1     | Uppdrag bakom fronten  | Alan White          | 1975         |
| 2     | Operation Kaukasus     | Charles Whiting     | 1975         |
| 3     | Den långa natten       | Alan White          | 1976         |
| 4     | Order att döda         | Charles Whiting     | 1976         |
| 5     | Operation falska bevis | Charles Whiting     | 1976         |
| 6     | Spräng bron            | David Mariner       | 1976         |
| 7     | Ökenpatrullen          | Gordon Landsborough | 1976         |
| 8     | Operation Nådastöten   | Charles Whiting     | 1976         |
| 9     | Blod och sand          | Gordon Landsborough | 1976         |
| 10    | Operation Narvik       | Duncan Harding      | 1977         |
| 11    | Den blodiga ön         | Lou Cameron         | 1977         |
| 12    | Operation Varulven     | Charles Whiting     | 1977         |
| 13    | Den grymma öknen       | Gordon Landsborough | 1977         |
| 14    | Bakom fiendens linjer  | Charles Whiting     | 1977         |
| 15    | Flygande död           | William Hughes      | 1977         |
| 16    | Dödens patrull         | Charles Whiting     | 1977         |
| 17    | Destination Murmansk   | Duncan Harding      | 1978         |
| 18    | Det stora slaget       | Charles Whiting     | 1978         |
| 19    | Farligt uppdrag        | Lou Cameron         | 1978         |
| 20    | Sista striden          | Charles Whiting     | 1978         |
| 21    | Sänk konvoj 157        | Lawrence Cortesi    | 1978         |
| 22    | Varghålan              | Charles Whiting     | 1978         |
| 23    | Under hakkorset        | Ragnar W. Otgard    | 1978         |
| 24    | Mörklagd stad          | Ragnar W. Otgard    | ?            |
| 25    | Örnfortet              | David Williams      | 1979         |
| 26    | Sabotage i norr        | Ragnar W. Otgard    | 1979         |
| 27    | Högt spel              | Ragnar W. Otgard    | 1979         |
| 28    | Blodig strand          | Delano Stagg        | 1979         |
| 29    | Jakt på Nordsjön       | Ragnar W. Otgard    | 1979         |
| 30    | 48 timmar från döden   | Jack Pearl          | 1979         |
| 31    | Hejda luftwaffe!       | Robert Jackson      | 1980         |
| 32    | Eldprovet              | Robert Jackson      | 1980         |
| 33    | Jagad av Gestapo       | Ragnar W. Otgard    | 1980         |
| 34    | Dödens Väg             | John C.Andrews      | 1980         |
| 35    | Bakom Fronten          | David Newman        | 1980         |
| 36    | Attentatet             | Ragnar W. Otgard    | 1980         |
| 37    | Anfall Tobruk          | Robert Jackson      | 1980         |
| 38    | Det smäller i natt     | Ragnar W . Otgard   | 1981         |
| 39    | De vågade livet        | B.J. Hurwood        | 1981         |
| 40    | Ökenrävarna            | Stuart Jackman      | 1981         |